# Auguste-Réal Angers

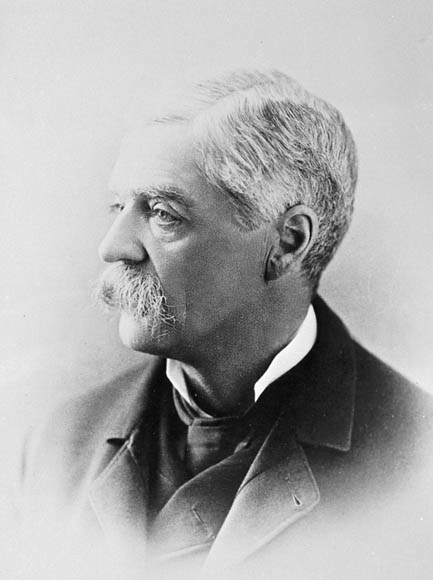
Auguste-Réal Angers

Sir Auguste-Réal Angers KCB, PC (* 4. Oktober 1837 oder 1838 in Québec; † 14. April 1919 in Westmount) war ein kanadischer Jurist und Politiker. Er war sowohl Mitglied des kanadischen Senats als auch des Unterhauses. In drei konservativen Bundeskabinetten sowie in der Provinzregierung Québecs hatte er mehrere Ministerposten inne. Von 1887 bis 1892 amtierte er als Vizegouverneur der Provinz Québec.

## Biografie
Angers’ genaues Geburtsjahr ist nicht bekannt, da seine Geburtsurkunde verschollen ist. Während die meisten Biographen davon ausgehen, dass er am 4. Oktober 1838 in der Provinzhauptstadt Québec geboren wurde, gibt das Volkszählungsregister von 1901 an, er sei bereits ein Jahr früher im Vorort Beauport geboren worden. Es gibt Hinweise darauf, dass er als Kleinkind vom Schriftsteller François-Réal Angers adoptiert wurde.
Angers studierte Recht an der Université Laval und erhielt 1860 die Zulassung als Rechtsanwalt. Daraufhin übte er seinen Beruf in der Stadt Québec aus. 1874 trat er als Kandidat der Parti conservateur du Québec zu einer Nachwahl um einen Sitz in der Nationalversammlung von Québec an und siegte im Wahlbezirk Montmorency. Charles-Eugène Boucher de Boucherville, der als Folge des Tanneries-Skandals neuer Premierminister geworden war, nahm Angers im Oktober 1874 als Solicitor General (Rechtsberater) in die Provinzregierung auf. Im Januar 1876 folgte die Ernennung zum Attorney General.
Vizegouverneur Luc Letellier de Saint-Just setzte Boucherville im März 1878 ab und bestimmte Henri-Gustave Joly de Lotbinière zu dessen Nachfolger. Angers wurde bei der darauf folgenden Wahl um 14 Stimmen geschlagen. Nach einer erfolgreichen Nachwahl zog er im Februar 1880 in das kanadische Unterhaus ein, wo er wiederum Montmorency vertrat. Doch bereits im November desselben Jahres gab er seinen Sitz auf, da er zum Richter am Obersten Gerichtshof Québecs ernannt worden war. Generalgouverneur Lord Lansdowne vereidigte Angers am 29. Oktober 1887 als Vizegouverneur von Québec. Im Zuge des Chaleur-Bucht-Skandals setzte er im August 1891 eine Untersuchungskommission gegen Premierminister Honoré Mercier ein. Am 16. Dezember entließ er Mercier aufgrund der erhobenen Korruptionsvorwürfe.
Angers blieb bis zum 5. Dezember 1892 im Amt, woraufhin der kanadische Premierminister John Thompson ihn zum Senator ernannte und als Landwirtschaftsminister in die Bundesregierung berief. Am 12. Juli 1895 trat er zurück, um gegen die Inaktivität von Thompsons Nachfolger Mackenzie Bowell in der Manitoba-Schulfrage zu protestieren. In Charles Tuppers kurzlebiger Regierung war er vom 1. Mai bis 8. Juli 1896 Präsident des Kronrates. Angers trat als Senator zurück, um an der Unterhauswahl 1896 teilzunehmen, verlor jedoch deutlich. Er ließ sich daraufhin in Montreal nieder und praktizierte wieder als Rechtsanwalt.